# X Pawilon Cytadeli Warszawskiej
X Pawilon Cytadeli Warszawskiej – jeden z pawilonów Cytadeli Warszawskiej, siedziba oddziału Muzeum Niepodległości poświęconego walkom narodowowyzwoleńczym w czasie zaboru rosyjskiego.

## Historia
X Pawilon Cytadeli Warszawskiej powstał w 1828 roku w ramach rozbudowy koszar z przeznaczeniem na magazyn umundurowania. Od 5 lipca 1833 rozpoczęto przystosowywanie pomieszczeń na cele więzienne i zlokalizowano centralne więzienie śledcze dla więźniów politycznych, kilkuset z nich stracono na stokach twierdzy, tysiące wywieziono stąd na katorgę bądź zesłanie syberyjskie. Od 1834 działała tu Komisja Śledcza przy naczelnym Dowódcy Armii Czynnej i Naczelniku Królestwa Polskiego, będąca centralnym organem śledczym przestępstw politycznych w Królestwie Polskim.
Wśród więźniów X Pawilonu byli m.in. Apollo Korzeniowski (ojciec Józefa Korzeniowskiego), Romuald Traugutt, Józef Piłsudski, Roman Dmowski, Gustaw Ehrenberg, ks. Piotr Ściegienny, Stefan Okrzeja, Róża Luksemburg, Władysław Jabłonowski, Jan Rosół, Adolf Hennel, Janusz Meissner i Ludwik Waryński.
Budynek Pawilonu X został doszczętnie zniszczony w wybuchu prochowni w Cytadeli Warszawskiej 13 października 1923.
Po II wojnie światowej X Pawilon wydzielono wraz z najbliższym otoczeniem. Został udostępniony zwiedzającym 22 stycznia 1963 w ramach obchodów setnej rocznicy powstania styczniowego.
W 2015 zakończył się kolejny remont obiektu. Odnowiono m.in. elewację, a na wystawie zainstalowano multimedia.
W sierpniu 2015 przed budynkiem X Pawilonu odsłonięto popiersia pięciu członków Rządu Narodowego, którzy zostali skazani na karę śmierci przez władze rosyjskie: Romualda Traugutta, Rafała Krajewskiego, Józefa Toczyskiego, Romana Żulińskiego i Jana Jeziorańskiego.

## Galeria

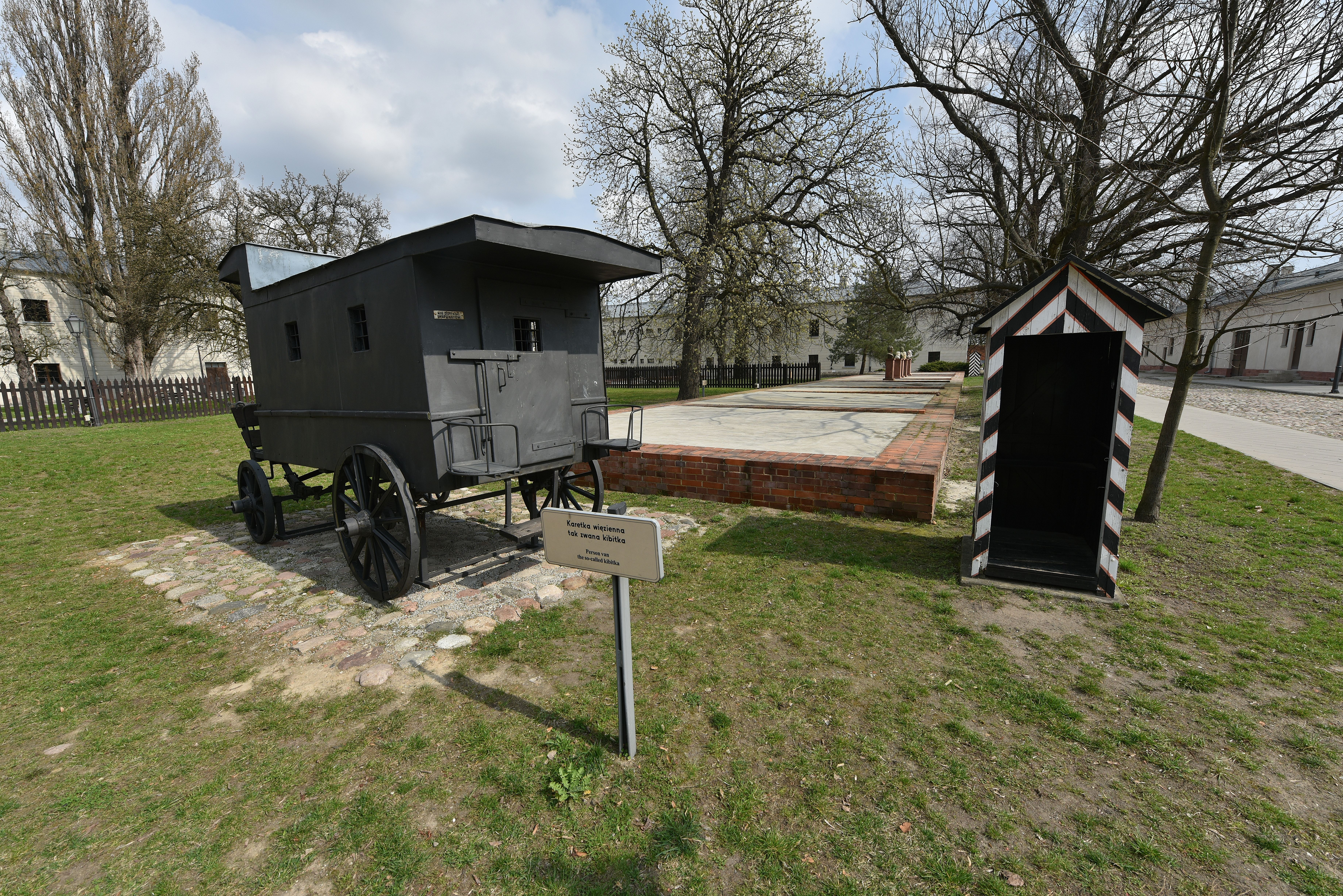
Kibitka przed budynkiem
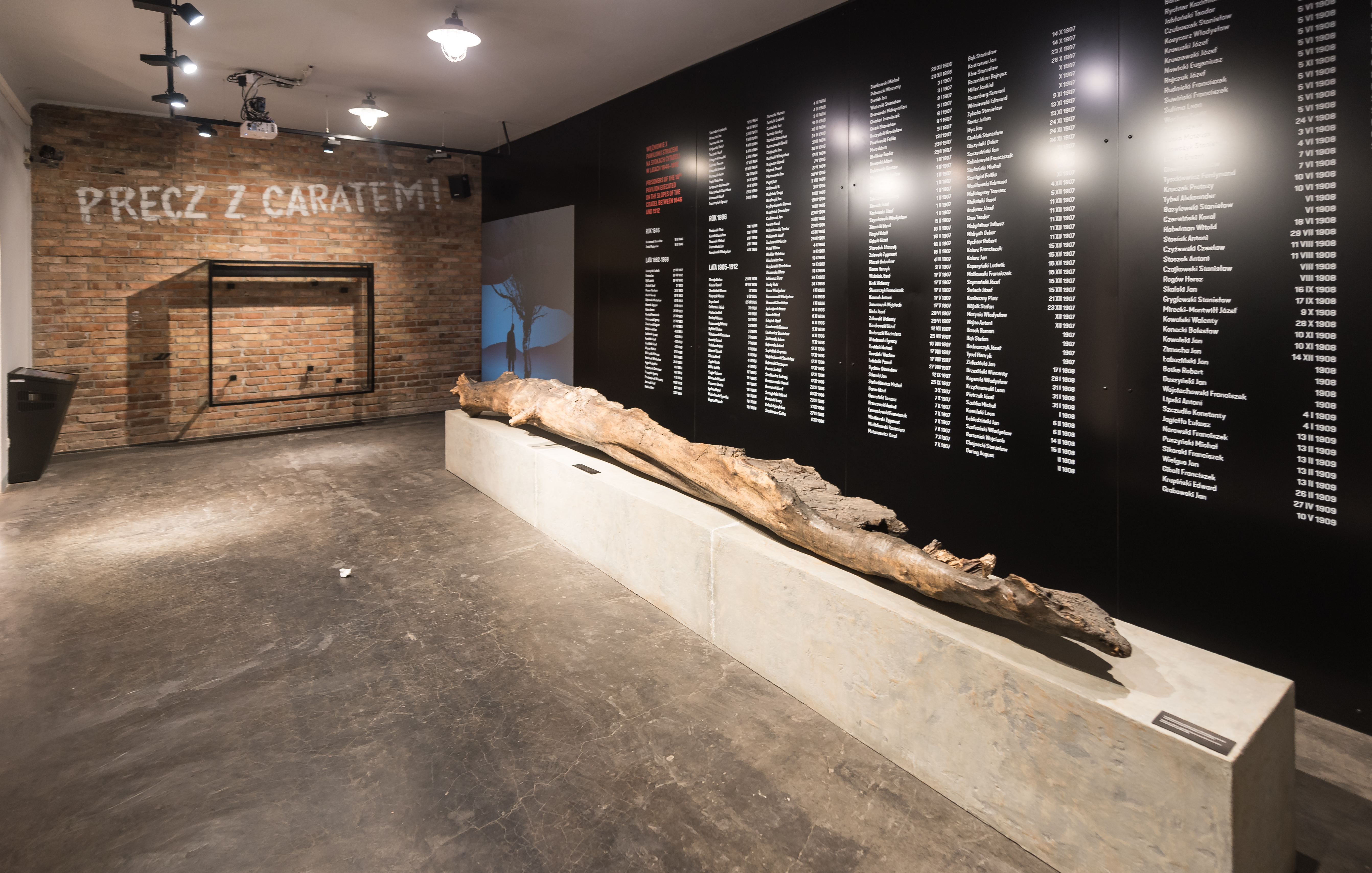
Fragment ekspozycji
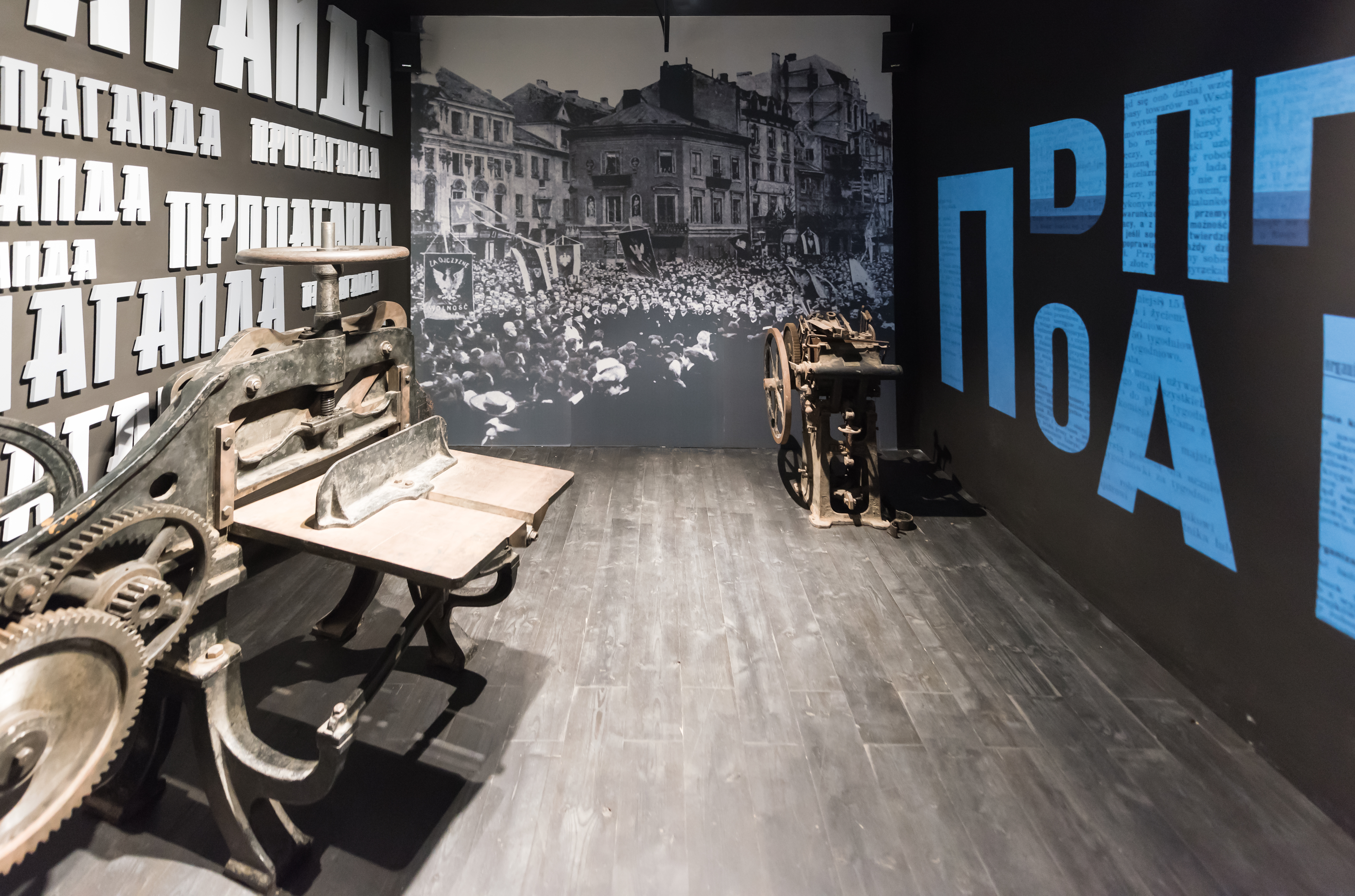
Fragment ekspozycji